# Beroepenspiegel

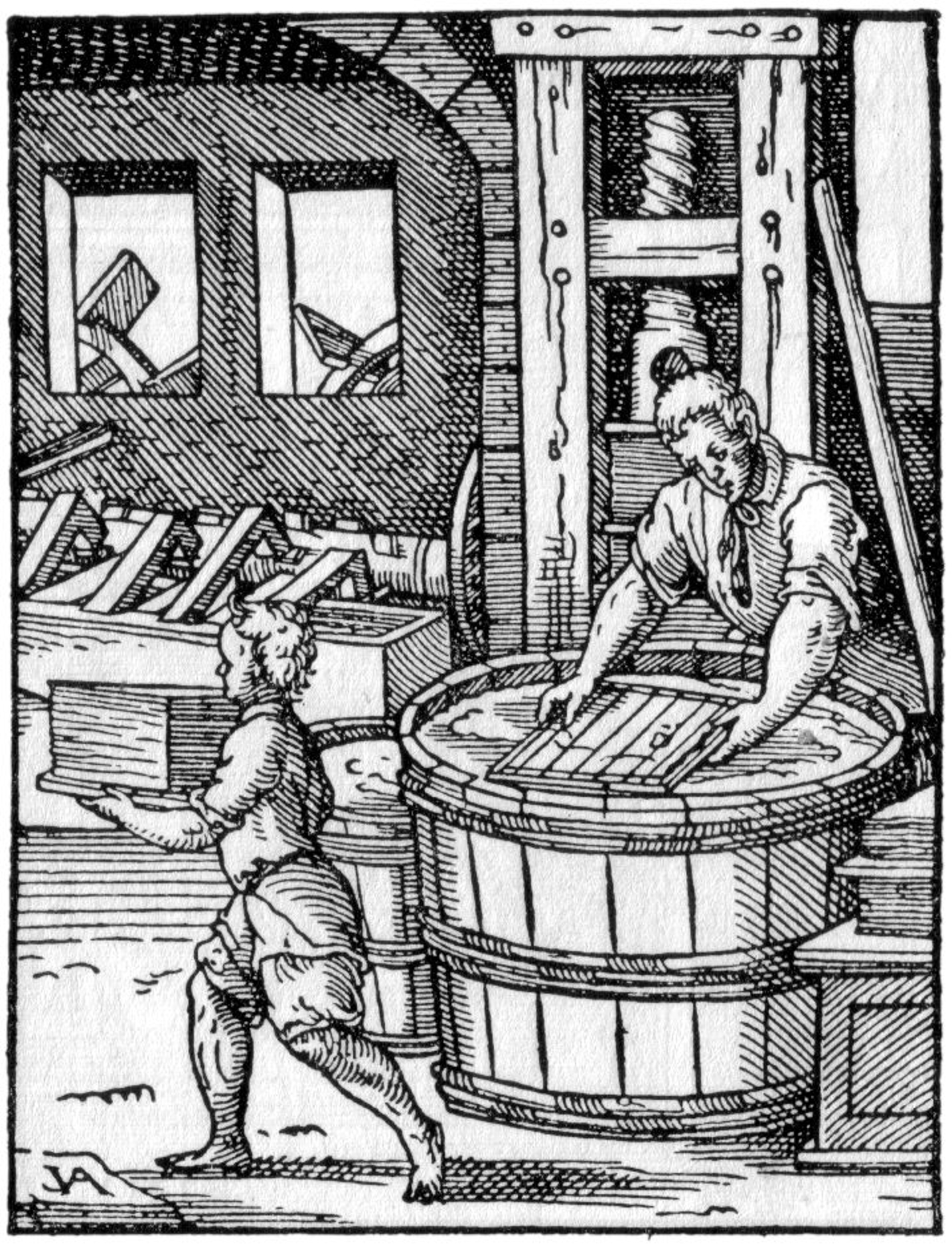
Illustratie van een papiermaker uit Jost Ammans Ständebuch, 1568

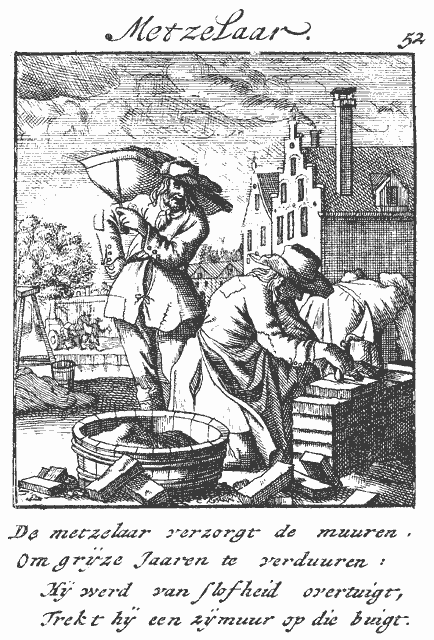
Ets van een metselaar uit 'Afbeelding der Menschelyke Bezigheden'

Een beroepenspiegel is een boekwerk waarin in een serie prenten en/of teksten aandacht wordt besteed aan de veelheid aan beroepen en ambachten, al dan niet voorzien van een allegorische of stichtelijke tekst.
Een voorbeeld hiervan is het Ständebuch van Jost Amman uit 1568. Een van de bekendste werken op dit terrein is wel Jan Luykens Spiegel van het Menselyk Bedryf uit 1694, waarin van ieder beroep niet alleen een fraaie ets, maar ook een bij het beroep passend stichtelijk rijm en spreuk wordt getoond.
Tot ver in de 19e eeuw werden nog beroepenspiegels uitgegeven. Deze legden de nadruk vaak op het nut dat de beroepsbeoefenaars aan de maatschappij verleenden. Een voorbeeld is de Korte en eenvoudige beschrijving van de voornaamste standen, beroepen, bedrijven en bezigheden in de menschelijke maatschappij. Deze beroepenspiegel ten dienste der scholen werd uitgegeven in 1843 door M. Smit. Alle beroepsbeschrijvingen eindigen met teksten als: een goed Bouwmeester is eene behoefte voor de maatschappij en verdient onze hoogachting en genegenheid, of: daar de visch een tamelijk gezond en aangenaam voedingsmiddel is, zoo verdient ook de visscher den naam van een nuttig lid der maatschappij.
Een aan de beroepenspiegel verwant genre is de standenspiegel.
De naam "spiegel" is de letterlijke vertaling van "speculum" en was populair om er overzichtswerken mee aan te duiden.

## Trivia
De reclamecampagne Vakmanschap is Meesterschap die bierfabrikant Grolsch sedert 1959 voerde -en die uiteraard culmineerde in het vakmanschap van de bierbrouwer- borduurde voort op de traditie van de beroepenspiegel.

## Externe bron
- Middelnederlandse spiegeltitels